# Castel Volturno
Castel Volturno là một đô thị và thị xã của Ý. Đô thị này thuộc tỉnh Caserta trong vùng Campania. Castel Volturno có diện tích 72,23 km2, dân số theo ước tính năm 2010 của Viện thống kê quốc gia Ý là 23.179 người. 
Các đơn vị dân cư: Bagnara, Baia Verde, Borgo Domizio, Destra Volturno, Ischitella, Scatozza, Seponi, Villaggio Coppola Pinetamare, Villaggio del Sole.
Đô thị Castel Volturno giáp với các đô thị:
Castel Volturno là một khu định cư của người Oscan sau đó của người Etruscan và họ gọi nó là Volturnum, và là một điểm thương mại trên đường Casilinum và Capua. Volturnum đã trở thành một thuộc địa của Roma trong 194 trước CN, trong 95 AD, Domitiana Via đã vươn đến đây, và nhận được một cây cầu lớn nối liền hai bờ của dòng sông cùng tên.
Thị trấn tan rã sau sự sụp đổ của Đế chế Tây La Mã và năm 806, công tước Grimoald của Benevento chuyển cảng cho các Abbot của Montecassino. Năm 841, nó bị tàn phá bởi Saracen. Sau 856, giám mục Radipert Lombard đã có một lâu đài được xây dựng trên những gì còn sót lại của cây cầu. Sau một thời gian theo số lượng địa phương, năm 1062 một lần nữa cho đến Montecassino, trong khi năm 1206, Frederick II tặng cho tổng giám mục của Capua.
Alfonso V của Napoli đã cho con gái của ông, nhưng khi chồng bà, công tước Marino Sessa, nổi loạn, nó bị bao vây nó và phá hủy một phần của bức tường thành (1460). Năm sau vua bán lại cho thành phố Capua, mà giữ nó cho đến khi việc bãi bỏ chế độ phong kiến ở Vương quốc Hai Sicilies vào năm 1810. Năm 1812, nó đã trở thành một xã tự trị. Năm 1860 nó được sáp nhập vào Vương quốc mới được thống nhất của Ý.